# 條板甲

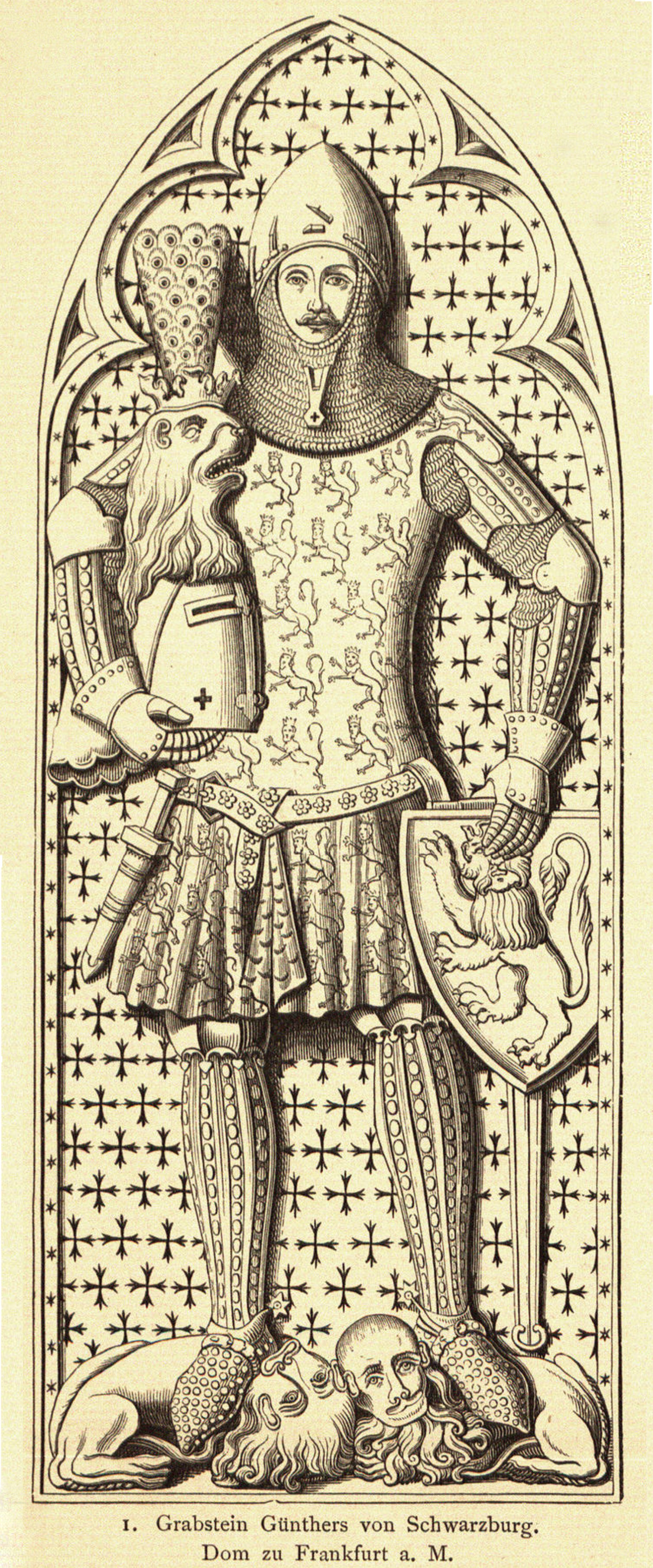
十四世纪条板甲

條板甲（英語：或）是一種中世紀鎧甲，這種鎧甲由金屬條板所組成，這些條板繫於織品或革製的內襯或外套上。條板甲第一次出現在西元前四世紀斯基泰人墓穴中。又於中世紀早期和十四世紀再度出現。條板甲與鱗甲類似，但以狹長的金屬條板為特色。